# NoScript
NoScript is een extensie voor de webbrowser Mozilla Firefox geschreven door het IT-bedrijf InformAction in Palermo (Italië). Deze extensie schakelt JavaScript, Java en andere plug-ins standaard uit om een veiligere browseromgeving te creëren. Als een website gebruikmaakt van deze technologie, verandert het NoScript-icoontje in de statusbalk. Wanneer de gebruiker een website vertrouwt, kan deze aan de whitelist toegevoegd worden. Hierdoor worden op deze website scripts en plug-ins toegestaan. NoScript biedt ook beveiliging voor bepaalde XSS-aanvallen.
De extensie wordt in 45 talen aangeboden.
Van hetzelfde bedrijf zijn de extensies FlashGot, SpediFax en Pop3Trap.